# Gymnothorax pikei
Gymnothorax pikei är en fiskart som beskrevs av Bliss, 1883. Gymnothorax pikei ingår i släktet Gymnothorax och familjen Muraenidae. Inga underarter finns listade i Catalogue of Life.